# Алехандро Ернандес Ернандес
Алехандро Хосе Ернандес Ернандес (ісп. Alejandro José Hernández Hernández, 10 листопада 1982, Арресіфе, Лансароте, Канарські острови) — іспанський футбольний арбітр, що обслуговує матчі Прімери Іспанії. Арбітр ФІФА з 2014 року.

## Кар'єра
Почав судити матчі Сегунди Б у сезоні 2004/05 та Сегунди у 2007/08. Після п'яти сезонів у другому дивізіоні Іспанії він разом із арбітром із Естремадури Хесусом Хілем Мансано отримав підвищення до Прімери. Дебютував у вищому дивізіоні Іспанії 20 серпня 2012 року в матчі «Реала Сарагоси» та «Вальядоліда» (0:1).
У січні 2014 року отримав статус арбітра ФІФА і дебютував на міжнародному рівні під час матчу «Зюлте-Варегема» та «Завіші» (Бидгощ) у другому кваліфікаційному раунді Ліги Європи, в якому показав шість жовтих карток. Перший матч національних збірних відсудив 24 травня 2014 року, коли Саудівська Аравія програла Молдові з рахунком 0:4. Під час цієї гри Ернандес дав дві жовті картки.
2 квітня 2016 року Алехандро судив Ель Класіко між «Барселоною» та «Реалом» на «Камп Ноу», яке завершилось з рахунком 1:2 на користь гостей. Влітку того ж року він судив другий фінальний матч за Суперкубок Іспанії 2016 року між «Барселоною» та «Севільєю» (3:0).
21 квітня 2021 року Алехандро Ернандес Ернандес був обраний одним з відеоасистентів арбітра на Євро-2020, який відбувся по всій Європі в червні та липні 2021 року.
23 квітня 2022 року відсудив фінальну гру Кубку Іспанії між «Реалом Бетіс» та «Валенсією».

## Статистика
| Дивізіон           | Країна  | Рік       | Матчі |
| ------------------ | ------- | --------- | ----- |
| Сегунда Дивізіон Б | Іспанія | 2004–2007 | 40    |
| Сегунда Дивізіон   | Іспанія | 2007–2012 | 103   |
| Перший дивізіон    | Іспанія | 2012 —    | 168   |

## Нагороди
- Трофей Вісенте Асебедо (2): 2012, 2017
- Трофей Гурусети (1): 2015